# DSniff
dSniff został napisany przez Dug Song, specjalistę od spraw bezpieczeństwa sieciowego na Uniwersytecie w Michigan. Przechwytuje i dekoduje on dane przepływające w sieci (takie jak hasła, e-maile i inne wartościowe informacje) oraz pozwala na wyświetlenie lub zapisanie ich w formie bardziej przystępnej dla użytkownika. Nazwa „dSniff” odnosi się nie tylko do samego programu ale również do narzędzi które są do niego dołączone.
Inne przykładowe narzędzia należące do dSniffa:
- Arpspoof - Przekierowuje pakiety wysyłane przez nadawcę do adresata tak, że po drodze przechodzą one przez inny komputer. Dzięki temu możliwe jest sniffowanie w sieciach z przełącznikami.
- Dnsspoof - Wysyła sfałszowane odpowiedzi na zapytania DNS (przydatne przy atakach typu man in the middle).
- Dsniff - Sniffer wyposażony w możliwość interpretowania wielu popularnych protokółów, takich jak: FTP, Telnet, SMTP, HTTP, POP, poppas, NNTP, IMAP, SNMP, LDAP, Rlogin, RIP, OSPF, PPTP MS¬CHAP, NFS, VRRP, YP/NIS, SOCKS, X11, CVS, IRC, AIM, ICQ, Napster, PostgreSQL, Meeting, Maker, Citrix ICA, Symantec pcAnywhere, NAI Sniffer, Microsoft SMB, Oracle SQL Net, Sybase.
- Filesnarf- Narzędzie, które zapisuje pliki przesyłane przy użyciu protokołu NFS.
- Macof - oprogramowanie służące do przepełniania pamięci przełącznika (MAC flooding). Powoduje to, że przełącznik zaczyna działać jak zwykły koncentrator - co ułatwia sniffowanie.
- Mailsnarf - Zapisuje e-maile przesyłane przy użyciu protokołów POP i SMTP.
- Msgsnarf - Zapisuje treści wiadomości przesyłanych przy użyciu komunikatorów internetowych i IRC-a.
- Tcpkill - Zamyka połączenia TCP.
- tcpnice – Zmniejsza szybkość połączenia TCP.
- urlsnarf - Wypisuje adresy URL znalezione w sniffowanym ruchu HTTP.
- webspy - Przekazuje znalezione adresy URL do lokalnej przeglądarki Netscape Navigator, pozwalając na śledzenie (w czasie rzeczywistym) stron, które przegląda ofiara.
- sshmitm - Program będący serwerem pośredniczącym dla połączeń SSH (jednocześnie je snifuje).
- webmitm - Program będący serwerem pośredniczącym dla połączeń HTTP i HTTPS przekierowywanych przez dnsspoof.